# Romagnoli (famiglia)
Romagnoli è il nome gentilizio di una famiglia patrizia italiana di origine forlivese.

## Storia

### Ramo di Cesena
I Romagnoli erano una ricca famiglia di mercanti che giunse a Cesena da Forlì dopo il 1450. Prospero Ivantonio Romagnoli (1654-1746) venne insignito nel 1725 del titolo di marchese, nominato anche Tesoriere di Romagna, e di lui furono maggiori eredi i due figli maschi Michelangiolo (1719-1780) e Gasparo (1694-1753). Nel suo testamento dispose che tutto intero spettasse a loro il palazzo di famiglia. Degli altri due figli maschi, Lorenzo II (1691-1737), morì prima del padre, e Antonio Vincenzo (1698-1766), che aveva sposato contro la volontà paterna una donna di umili condizioni (1733), per questo ereditò solo la quota legittima.
Alla morte di Gasparo rimase erede unico Michelangiolo e fu lui a far erigere a Cesena Palazzo Romagnoli. Michelangiolo era un religioso, membro della Compagnia di Gesù, era colto e aveva viaggiato per l'Europa. Essendo celibe e volendo trasmettere la proprietà al primogenito del fratello Lorenzo II, Giuseppe Melchiorre I (1728-1800), s'interessò perché questi si ben maritasse. Poi si interessò pure della educazione del di lui figlio, Lorenzo III (1762-1827 circa), che fece studiare in una scuola gestita da Gesuiti.
Alla morte di Michelangiolo vari problemi sorsero in seno alle famiglie dei fratelli di Lorenzo III sia per i diritti di prelatura lasciati dal prozio che per questioni ereditarie come figli di Giuseppe Melchiorre I.
La sorella di Lorenzo III, Cristina, sposò il forlivese Antonio Bofondi e la coppia ebbe due figli, protagonisti della storia risorgimentale: uno divenne patriota e morì esule, mentre l'altro fu cardinale e per un breve periodo Segretario di Stato.
Lorenzo III, risolte parzialmente le beghe familiari, si trasferì a Forlì, e il fratello secondogenito Baldassarre V (1772- ? ) ebbe la proprietà dell'intero palazzo Romagnoli. Discendenti di Baldassarre V furono i figli Camillo (1816-1890) e Melchiorre (1812 - 1899) e le loro cinque sorelle. Baldassarre V continuò, come da tradizione di famiglia, a gestire riscossioni di tributi per le dogane pontificie del territorio, accumulando ulteriori ricchezze. I suoi due figli maschi abitarono il palazzo di famiglia per decenni.
Camillo condusse però una vita dispendiosa, sperperando gran parte del patrimonio, a differenza di Melchiorre, che gestì in modo oculato il capitale. Alla morte di Camillo il fratello Melchiorre si farà carico delle sue passività economiche e resterà così unico proprietario di Palazzo Romagnoli. Numerose in quegli anni richieste di danaro da parte di nipoti al vecchio Melchiorre, che morì la vigilia di Pasqua del 1899. 
Il vecchio marchese dispose con il suo ultimo testamento che il grosso del patrimonio andasse ai figli di suo nipote Giuseppe Donati: metà a Maria Pia, moglie dell'avvocato Ghini Giovanni, e l'altra metà ai di lei fratelli e sorelle.
Dei cugini di Giuseppe Donati impugnarono il testamento, tra cui il sacerdote Ghino Ghini (1849-1927), proprietario allora dell'attuale Palazzo Ghini in Corso Sozzi. Ma stando a innumerevoli documenti fu chiaro che ciò era semplicemente il desiderio del testatore, che nutriva grande affetto per la famiglia Donati. Il palazzo fu poi di proprietà di numerosi eredi e solo recentemente lo è di tre sole famiglie. Una di queste è erede diretta di quel Donati Giuseppe figlio di Silvia e nipote di Baldassarre V.
Sposò la marchesa Bufalini di Città di Castello che viene ricordata in una lapide posta nella chiesa di San Zenone in via Uberti a Cesena.

## Personalità

### Ramo forlivese
- Francesco Romagnoli (sec. XIX)
- Mariano Romagnoli (sec. XIX), botanico
- Pietro Romagnoli (sec. XIX-XX), benefattore

## Palazzi
- A Cesena: Palazzo Romagnoli
- A Forlì: Palazzo Romagnoli, oggi sede delle Collezioni del Novecento della Pinacoteca civica di Forlì
- A Cassago Brianza: Villa Romagnoli
- A Piacenza Palazzo Romagnoli